# Isabelle White
Isabelle Mary "Belle" White (Willesden, Londres, 1 de setembre de 1894 – Muswell Hill, Londres, 24 de juny de 1972) va ser una saltadora anglesa que va competir en quatre edicions dels Jocs Olímpics d'Estiu, totes les compreses entre 1912 i 1928.
El 1912 va guanyar la medalla de bronze en la prova de Palanca de 10 metres del programa de salts, en quedar rere Greta Johansson i Lisa Regnell, or i plata respectivament.
Un cop superada la Primera Guerra Mundial, als Jocs d'Anvers de 1920, fou quarta en la mateixa prova i sisena el 1924, a París. El 1928, als Jocs d'Amsterdam, quedà eliminada en la primera ronda de la prova de palanca de 10 metres.